# ソコトラ
『ソコトラ』は、RKB毎日放送で2020年9月28日から2021年3月19日まで月・水・金曜9:55 - 10:25に生放送されていた情報番組である。

## 概要
前番組『今日感モーニング』の後続番組として開始すると共に、同番組を一新させた構成となる。また、放送開始時点で出演者が前番組から続役している。
天神から曜日変わりで展開した生放送番組であり、「本当に良いもの」「本当に素敵なもの」を紹介し、人や物、企業、団体と交わり、その中から良いものを紹介していくといった内容である。なお、番組名はソコトラ島に由来する。
2021年3月29日から放送時間を月 - 金曜10:25 - 11:30に変更・拡大した『まちプリ』にリニューアルする。

## 出演者

### メインMC
- HARU
- 辻満里奈（RKB毎日放送アナウンサー、月曜日）
- 本田奈也花（RKB毎日放送アナウンサー、水曜日）
- 田中みずき（RKB毎日放送アナウンサー、金曜日）

### リポーター
- TAKERU
- 本庄麻里子（RKB毎日放送アナウンサー）

## オープニングテーマ
- 来海「ソコトラ（feat. 虎太朗）」[6]